# Médaille australienne des Sports
La médaille australienne des Sports (en anglais : Australian Sports Medal) était un prix donné pendant l'année 2000 pour reconnaître les réalisations en sport en Australie.

## Histoire
Le premier ministre a annoncé la création de la médaille australienne des Sports le 31 décembre 1998.